# Al-Aqra ibn Habis
Al-Aqra ibn Habis ibn Iqal ibn Muhàmmad ibn Sufyan ibn Mujaixi ibn Dàrim at-Tamimí (àrab: الأقرع بن حابس بن عقال التميمي, al-Aqraʿ b. Ḥābis b. ʿIqāl at-Tamīmī), més conegut senzillament com al-Aqra ibn Habis (segle vii) fou un general tamimita musulmà.
Després de participar en diverses batalles tribals es va acostar a Mahoma i el va ajudar a conquerir la Meca (630). Després va lluitar en la batalla de Hunayn i no va voler entregar el botí com li ordenava el Profeta. Durant la Rida (reacció antimusulmana del 632-634) va participar en les batalles de Duimat, al-Jandal i al-Anbar.
El seu nom s'esmenta per darrer cop el 653/654 quan fou enviat per al-Àhnaf ibn Qays per sotmetre Guzgan. En aquest temps ja era bastant vell. L'historiador àrab del segle ix al-Baladhurí diu que els seus descendents s'havien establert al Khurasan.